# C8 (canal de televisión)
C8 fue un canal de televisión generalista francés, propiedad de Groupe Canal+. El canal podía verse a través de la televisión digital terrestre gala y a través de los satélites SES Astra y Hot Bird. Se caracterizaba por ofrecer la mayor parte de sus programas en directo, aunque en sus últimos años amplió su programación a otros formatos como el cine.
En 2024, su autorización para emitir en la TDT no fue renovada por la Autoridad de Regulación de la Comunicación Audiovisual y Digital (Arcom). Se presentó un recurso ante el Consejo de Estado contra la decisión de la Arcom, aunque no prosperó.
Desde su creación en 2005, el canal C8 arrastró un déficit crónico y, en 2024, acumulaba pérdidas totales superiores a los 736 millones de euros. En diciembre de 2024, Groupe Canal+ anunció, tras la retirada de C8 de la TDT, un plan social que implicó la supresión de 250 empleos.

## Historia
C8 es uno de los nuevos canales que nacieron en 2001 cuando comenzó sus transmisiones de prueba previas al lanzamiento. Más tarde, en 2005, comenzó sus transmisiones oficiales con la apertura a otros operadores de televisión digital terrestre en Francia. Dos meses antes del lanzamiento, se construyeron todos los platós necesarios para emitir en directo, y el canal comenzó a emitir oficialmente el 31 de marzo de 2005 con Phillipe Labro como director de programación.
Su programación intentó cubrir, en sus primeros años, programas bastante diversos como los especializados en moda, cocina, música y otros espacios, intentando que todo fuese realizado en directo. Con el paso de los años el canal fue asentándose e incluyendo otros contenidos como cine, e incluía publicidad entre sus programas. En diciembre de 2006 el nuevo director de programación, Yannick Bolloré, anunció un cambio de logotipo, nuevos programas y otros proyectos como informativos con noticias provenientes de su diario Direct Soir.
El 7 de octubre de 2012 por decisión de Groupe Canal+ se cambió el nombre a D8.
El 5 de septiembre de 2016, a las 12:00am (hora local de Francia) el canal cerró transmisiones bajo el nombre de D8, su último programa emitido fue En quête d'actualité.
En 2024, C8 presenta su candidatura para la renovación de su frecuencia en la TDT, cuya licencia expira el 28 de febrero de 2025. El canal es sometido a audiencia el 9 de julio de 2024 por la Autoridad de Regulación de la Comunicación Audiovisual y Digital (Arcom). El 24 de julio, la Arcom anuncia que no renovará la frecuencia de C8 en la TDT. Tras esta decisión, C8 recibe principalmente el apoyo de la extrema derecha francesa y anuncia un recurso ante el Consejo de Estado. Su solicitud de medida cautelar es rechazada en septiembre de 2024, y la decisión definitiva se espera antes de finales de noviembre de 2024. El grupo ha anunciado la eliminación de 150 puestos de trabajo directamente relacionados con esta no renovación.

## Identidad

### Eslóganes
- 2010 : « La nouvelle grande chaîne généraliste »
- desde el 7 de octubre de 2012 : « La nouvelle grande chaîne »

### Denominaciones del canal
- Desde el 31 de marzo de 2005 : Direct 8.
- Desde el 7 de octubre de 2012 : D8.
- Desde el 5 de septiembre de 2016: C8.

## Programación
La mayor parte de la parrilla de Direct 8 está cubierta con programas que se emiten en directo, y que abordan temáticas bastante diversas: moda, deporte, automóvil, cultura, etcétera. Destacan algunos programas como el dedicado a la televisión Morandini!, presentado por el crítico especializado Jean-Marc Morandini. La emisión en directo también cubre eventos deportivos, principalmente partidos de fútbol. Direct 8 ha emitido partidos de eliminatorias de torneos internacionales como la Eurocopa 2008 o la Liga Europa de la UEFA.
Actualmente la cadena no se restringe solo a la temática de magacines en directo, y ha adquirido los derechos de emisión de películas o series como Superagente 86.

### Séries
Series francesas :
- Braquo
- Engrenages
- Femmes de loi
- H
- Lagardère
- Maigret
- Maison close
- Navarro
- Père et Maire
- Sous le soleil
- Very Bad Blagues
- What Ze Teuf

 Series americanas :
- Chicago Fire
- Friends
- Game of Thrones
- Hell on Wheels
- Homeland
- How I Met Your Mother
- Leverage
- Longmire
- MacGyver
- Rome
- The Event

 Series canadienses :
- Camelot
- The Borgias
- True Justice

 Series britanicas :
- Affaires non classées
- Call the Midwife
- Inspecteur Barnaby
- Ripper Street

## Organización

### Dirigentes
Presidente-director general del Groupe Canal+ :
- Bertrand Meheut : 2 de octubre de 2012 - 3 de septiembre de 2015
- Jean-Christophe Thiery : desde el 3 de septiembre de 2015

Director general de Canal + :
- Rodolphe Belmer : 2 de octubre de 2012 - 3 de julio de 2015
- Maxime Saada : desde el 3 de julio de 2015

Director general de C8 y CStar :
- Xavier Gandon : 23 de marzo de 2015 - 18 de marzo de 2016
- Franck Appietto : desde el 18 de marzo de 2016

Director general de programas de C8 y CStar :
- Xavier Gandon : 2 de octubre de 2012 - 31 de marzo de 2015

Director de entretenimiento de C8 y D17
- Franck Appietto : desde el 2 de octubre de 2012

Director de información y magacines
- Guy Lagache : desde el 2 de octubre de 2012

Director de deportes
- Thierry Cheleman : desde el 2 de octubre de 2012

Director de Producciones
- Maxime Fouché : desde el 2 de octubre de 2012

### Capital
C8 pertenece en un 100% al grupo Canal+.

### Ubicación
La sede social de C8 se encontraba situada en los locales del Groupe Canal+ en la place du Spectacle en Issy-les-Moulineaux. Desde enero de 2013, la ubicación de D8 se encuentra en la rue Les Enfants du Paradis en Boulogne-Billancourt.

## Audiencias
|      | Enero | Febrero | Marzo | Abril | Mayo  | Junio | Julio | Agosto | Septiembre | Octubre | Noviembre | Diciembre | Media Anual |
| ---- | ----- | ------- | ----- | ----- | ----- | ----- | ----- | ------ | ---------- | ------- | --------- | --------- | ----------- |
| 2008 | 0,5 % | 0,6 %   | 0,5 % | 0,5 % | 0,7 % | 0,6 % | 0,7 % | 0,7 %  | 0,8 %      | 0,8 %   | 0,9 %     | 1,0 %     | 0,7 %       |
| 2009 | 1,1 % | 1,1 %   | 1,1 % | 1,2 % | 1,4 % | 1,3 % | 1,4 % | 1,4 %  | 1,4 %      | 1,6 %   | 1,6 %     | 1,9 %     | 1,4 %       |
| 2010 | 1,8 % | 1,7 %   | 1,8 % | 1,9 % | 2,0 % | 1,8 % | 2,0 % | 2,0 %  | 2,1 %      | 1,9 %   | 2,2 %     | 2,3 %     | 2,0 %       |
| 2011 | 2,4 % | 2,3 %   | 2,3 % | 2,5 % | 2,3 % | 2,4 % | 2,5 % | 2,4 %  | 2,4 %      | 2,4 %   | 2,2 %     | 2,2 %     | 2,3 %       |
| 2012 | 2,2 % | 2,1 %   | 2,2 % | 2,1 % | 2,0 % | 2,3 % | 2,2 % | 2,1 %  | 2,1 %      | 2,3 %   | 2,5 %     | 3,0 %     | 2,2 %       |
| 2013 | 2,9 % | 3,2 %   | 3,2 % | 3,2 % | 3,4 % | 3,4 % | 3,1 % | 2,9 %  | 3,2 %      | 3,2 %   | 3,5 %     | 3,4 %     | 3,2 %       |
| 2014 | 3,2 % | 3,1 %   | 3,3 % | 3,5 % | 3,4 % | 3,5 % | 2,9 % | 2,8 %  | 3,5 %      | 3,5 %   | 3,6 %     | 3,3 %     | 3,3 %       |
| 2015 | 3,3 % | 3,5 %   | 3,5 % | 3,5 % | 3,6 % | 3,7 % | 3,1 % | 3,2 %  | 3,4 %      | 3,6 %   | 3,5 %     | 3,5 %     | 3,5 %       |
| 2016 | 3,7 % | 3,7 %   | 3,7 % | 3,7 % | 3,8 % | 3,4 % | 2,8 % | 2,7 %  | 3,3 %      | 3,6 %   | 3,4 %     | 3,0 %     | 3,4 %       |
| 2017 | 3,8 % | 3,7 %   | 3,7 % | 3,5 % | 3,4 % | 3,5 % | 2,6 % | 2,7 %  | 3,2 %      | 3,2 %   | 3,1 %     | 3,0 %     | 3,3 %       |
| 2018 | 3,0 % | 3,1 %   | 3,3 % | 3,2 % | 3,3 % | 3,0 % | 2,3 % |        |            |         |           |           |             |

Fuente : Médiamétrie
Leyenda :
Fondo verde : mejor dato histórico.
Fondo rojo : peor dato histórico.
Mejor dato de audiencia : 13/07/2011 : France - USA (fútbol femenino) : 2 325 000 y 16,5%.